# Margarinotus birmanus
Margarinotus birmanus är en skalbaggsart som beskrevs av Lundgren in Johnson et al. 1991. Margarinotus birmanus ingår i släktet Margarinotus och familjen stumpbaggar. Inga underarter finns listade i Catalogue of Life.